# 정춘숙
정춘숙(鄭春淑, 1964년 1월 8일~)은 대한민국의 사회단체활동가, 정치인이다. 제20·21대 국회의원이다.
20년 동안 인권단체 한국여성의전화에서 일하며 사회운동가로 활동하다가 2016년 2월에 야당 더불어민주당에 입당하면서 정계에 입문하였고 2016년 4월 제20대 국회의원에 당선되면서 의회에 진출하였다.

## 생애
정춘숙은 1992년부터 여성의전화에서 상담소 간사로 일을 시작해 인권부장, 사무국장, 한국여성의전화 상임대표 등을 역임하였다. 1994년부터 1998년까지 진행된 '가정폭력방지법 제정운동' 과정에서 실무를 총괄하면서 '가정폭력방지법 제정 추진 범국민운동본부'를 이끌며 '가정폭력방지법(약칭 가폭법)'을 제정하는 데 큰 역할을 하였다. 
이후 2000년부터 2006년까지는 '부부재산공동명의 운동'과 '여성의 재산권 확보운동' 등을 펼쳤고, 2005년부터는 여성폭력 근절을 위한 '지역여성운동'을 시작했다. 5년간 '동작구 평화마을' 사업을 진행했고, 은평구에서 '평화마을 축제'와 '가정폭력 근절을 위한 움직이는 네트워크' 등의 사업을 진행하였다.
2015년 6월 10일 새정치민주연합 혁신위원이 되었다. 2016년 2월 14일 더불어민주당에 입당하며 정계에 입문하였고 2016년 4월 13일 제20대 국회의원에 당선되면서 20대 국회에 진출하였다.
2020년 4월 현재 더불어민주당의 원내대변인이다.
21대 총선 때 용인병에 출마하였다. 이 지역은 16년간 새누리당, 자유한국당, 미래통합당을 거쳐온 한선교 의원의 지역구였던 곳으로 민주당의 험지 중 하나다. 하지만 정춘숙 의원이 수지 지역 의정활동을 시작한 후 예산 확보도 잘 되고 변화가 일어나고 있는 조짐이 보인다. 정 의원 역시 현재 수지구 풍덕천동에 거주하고 있으며 21대 총선에서 내건 수지구 지역 공약으로는 ▲지하철 3호선 수지 연장 ▲수지 센트럴파크 조성 ▲제2용인-서울 고속도로 신설 ▲SRT 오리동천역 신설 및 동천 첨단산업단지 조성 ▲신분당선 요금 정상화 추진 등이 있다. 청년 공약으로는 ▲주택 10만호 공급 ▲청년 취업창업일자리센터 지원 확대 ▲등록금 부담 감소 등이 있다.

## 학력
- 1986 단국대학교 국문학과 학사
- 1998 중앙대학교 사회개발대학원 사회복지학 석사
- 2015 강남대학교 사회복지전문대학원 사회복지학 박사

## 경력
- 한국여성의전화연합 사무처장
- 서울성폭력상담센터 소장
- 조선대학교 겸임교수 및 초빙강사
- 한국여성단체연합 복지위원회 위원
- 2007~2010 국가인권위원회 성차별 조사위원
- 2009.01~2015.01 한국여성의전화 상임대표
- 2010~2012 한국여성단체연합 여성인권위원장
- 법무부 여성정책심의위원회 위원
- 법무부 범죄피해자보호기금 심의위원
- 2012~2016 서울특별시 성평등위원회 위원
- 2014~2016 대법원 양형위원회 자문위원
- 2015.06~2015.10 새정치민주연합 혁신위원회 위원
- 2016년 4월 13일: 대한민국 제20대 국회의원 선거 당선(비례대표, 더불어민주당, 초선)
- 2016.12~더불어민주당 보육특별위원회 위원장
- 2017.04~2017.05 제19대 대통령선거 더불어민주당 문재인 후보 중앙선거대책위원회 정책본부 부본부장
- 2017.04~2017.05 제19대 대통령선거 더불어민주당 문재인 후보 중앙선거대책위원회 종합상황본부 단장
- 2017.05~2018.09 더불어민주당 대외협력위원장
- 2017.09~더불어민주당 전국여성리더십센터 소장
- 2017.09~더불어민주당 젠더폭력대책TF 간사
- 2019.05~2020.05 더불어민주당 원내대변인
- 민주연구원 이사
- 2020년 4월 15일: 대한민국 제21대 국회의원 선거 당선(경기 용인시 병, 더불어민주당, 재선)
- 2020.05~2024.05 더불어민주당 경기도당 용인시 병 지역위원회 위원장
- 2020.10~2022.11 더불어민주당 전국여성위원장
- 2021.01~2021.04 더불어민주당 중앙당 선거관리위원회 위원
- 2023.02~: 더불어민주당 기본사회위원회 부위원장
- 2023.06~2023.09 더불어민주당 원내정책수석부대표

### 의정 활동
- 2016.05~2020.05: 제20대 국회의원(비례대표, 더불어민주당, 초선)
  - 2016.06~2018.05 제20대 국회 전반기 여성가족위원회 간사
  - 2016.06~2018.05 제20대 국회 전반기 보건복지위원회 위원
  - 2016.07~2016.10 제20대 국회 가습기살균제 사고 진상규명과 피해구제 및 재발방지 대책마련을 위한 국정조사특별위원회 위원
  - 2017.01~2017.06 제20대 국회 헌법개정특별위원회 위원
  - 2017.05~2017.09 제20대 국회 헌법재판소장(김이수) 임명동의에 관한 인사청문특별위원회 위원
  - 2017.08~2017.12 제20대 국회 정치개혁특별위원회 위원
  - 2018.01~2018.06 제20대 국회 헌법개정 및 정치개혁특별위원회 위원
  - 2018.07~2020.04 제20대 국회 후반기 여성가족위원회 간사
  - 2018.07~2020.05 제20대 국회 후반기 보건복지위원회 위원
  - 2018.07~2019.05 제20대 국회 후반기 예산결산특별위원회 위원
  - 2019.07~2019.08 제20대 국회 후반기 예산결산특별위원회 위원
  - 2019.07~2019.08 제20대 국회 후반기 운영위원회 위원
- 2020.05~2024.05: 제21대 국회의원(경기 용인시 병, 더불어민주당, 재선)
  - 2020.06~2021.08 : 제21대 국회 전반기 여성가족위원회 위원장
  - 2020.06~2022.05: 제21대 국회 전반기 보건복지위원회 위원
  - 2021.12~2022.05: 제21대 국회 정치개혁 특별위원회 위원
  - 2022.07~2023.06: 제21대 국회 후반기 보건복지위원회 위원장
  - 2023.06~2024.05: 제21대 국회 후반기 보건복지위원회 위원

## 전과
1988년 6월 17일 공문서위조, 공문서위조행사, 사문서위조, 위조사문서행사 혐의로 징역 1년형을 선고 받았으며, 1988년 12월 21일 특별사면되었다.

## 저서
- 《가정폭력에서 벗어나기》. 한울아카데미. 2015년. ISBN 9788946058330

### 공저
- 정춘숙·이문자·이미혜·배인숙·박영란·황경숙. 《여성주의적 가정폭력 쉼터 운영의 실제》. 한울아카데미. 2008년. ISBN 9788946050792
- 정희진·정춘숙·전희경·강김아리·김효선·박이은경·정미례. 《성폭력을 다시 쓴다》. 한울아카데미. 2010년. ISBN 9788946042889

## 상훈
- 제11회 미래를 이끌어갈 여성지도자상(약칭 미지상)[3]
- 《민주화운동관련자증서》: 2007년 7월 24일, 민주화운동관련자명예회복및보상심의위원회[10]

## 관련 기사
- 정춘숙. 부부싸움이면 여성이 죽어도 되나. 경향신문. 2012년 4월 16일.

## 역대 선거 결과
|  | 25.54% |

|  | 51.55% |

## 소속 정당
| 소속 정당 | 소속 정당      | 소속 기간 | 비고      |
| --------- | -------------- | --------- | --------- |
|           | 새정치민주연합 | 2014~2015 | 정계 입문 |
|           | 더불어민주당   | 2015~현재 | 당명 변경 |

## 같이 보기
- 대한민국 제20대 국회의원 선거 더불어민주당 후보 목록#비례대표
- 용인시 병
- 용인시 수지구의 국회의원
- 용인시의 국회의원